# アイアンマン ザ・アドベンチャーズ
『アイアンマン ザ・アドベンチャーズ』（Iron Man: Armored Adventures）は、マーベル・コミックのスーパーヒーロー『アイアンマン』を原作とした3DCGIテレビアニメ。カナダとフランスの共同製作。

## 概要
2009年4月24日にアメリカのニックトゥーンネットワークで開始され、それ以前にカナダのテレトゥーンで先行放送されていた。日本ではディズニーXDにて2009年11月3日に先行放送され、レギュラー放送は同年11月8日から開始された。
本作は1994年から1996年までに放送されたアニメ『アイアンマン』以来のテレビシリーズであり、2008年の実写映画『アイアンマン』が成功した影響で作られた。『Wolverine and the X-Men』や他の多数のマーベルアニメーションプロジェクトに参加したクリストファー・ヨストがストーリー・エディターを勤める。2007年に発売されたOVA『アイアンマン: 鋼の戦士』とは繋がりはなく声優も異なるが、いくつかの話の平行して、いくつかのインスタンスで同じ譜面を使っている。
シリーズは、10代の天才トニー・スターク（＝アイアンマン）の冒険と、マンダリン、ミスター・フィックス、アイアンモンガーなどのヴィランを止めるために発明品を使うのを描く。彼の友人のジム・ローディとペッパー・ポッツは彼の勇敢で危険な冒険を助ける。

## あらすじ
トニー・スタークの父親のハワード・スタークはオバデヤ・ステインによる強力なマシンを武器化する依頼されるが拒否し、その後飛行機の事故で死亡する。16歳の天才トニーは、彼が組み立てたハイテクアーマーを駆使して、ステインが父親の死にかかわったかもしれないという告発を調査する。トニーはアイアンマンとして、ステインの野望を喰い止め、他のヴィランたちから世界を救うようになる。ジム・ローズとペッパー・ポッツの協力の下、彼は犯罪と戦う。通常、アイアンマンとしてのトニーの活動は、学校や他の活動の障害となり、彼が時折居なくなる際には彼らが口裏を合わせる。
ファーストシーズンでは、ブラックパンサー、ハルク、S.H.I.E.L.D.らがゲスト出演する。セカンドシーズンではホークアイ・ブラックウィドウらがゲスト出演する。

## 登場人物

### メインキャラクター
アイアンマン / トニー・スターク
声 - 金野潤 /英 - エイドリアン・ペトリウ
主人公。巨大企業スターク・インターナショナル社の御曹司であったが、飛行機事故に合いそれまでの生活を全て失った。現在はローディの家で彼ともに生活している。
高校に通う傍ら、親友であるローディやペッパーの助けを借りながらヒーローとして悪者と戦っている。
ウォーマシーン / ジム・ローディ
声 - 杉山大 /英 - ダニエル・ベーコン
トニーの親友。アイアンマンのアーマを兵器として嫌っていたが、ウォーマシンとしてトニーの手助けをすることになった。
レスキュー / ペッパー・ポッツ
声 - ふしだ里穂 / 英 - アンナ・カマー
トニーの親友。FBI捜査官を父に持ち、何かと事件に首を突っ込みたがる性格。彼女にトニーがアイアンマンであることを明かさざるを得なくなったほどである。
トニーに自分専用のアーマを作ってもらいレスキューと名乗る。
マンダリン / ジーン・ハーン
声 - 吉開清人 / 英 - ヴィンセント・トン
転校生。幼名はテムジン。義父のチャンを地下牢に軟禁し、マンダリンとなる。不思議な力を持つマクルーアンの指輪を集めている。その後トニーたちに自らの正体を明かし、彼らの前から姿を暗ました。
アイアンモンガー / オバディア・ステイン
声 - 佳月大人 / 英 - マッケンジー・グレイ
飛行機事故で死亡したハワードに代わり、スターク・インターナショナル社の社長の座に就く。兵器製造はあくまでビジネスとして行っており、本人は人殺しは好んでいない。
アイアンマンとの戦いで意識不明の重体となった。
マダム・マスク / ホイットニー・ステイン
声 - 大福弓子 / 英 - クリスティ・マースデン
ステインの娘。トニーとは幼なじみ。トニーに対して好意を抱いていたが、父親のステインがアイアンマンとの戦いで意識不明となり、トニーを憎むようになる。

### 敵
ブリザード / ドニー・ギル
声 - /英 - デビッド・オース
「ブリザードの襲来」、「凍った心」に登場。元スターク・インターナショナル社の科学者。ステインに自分の発明品を兵器として利用された挙句、家族を失ったため彼を怨んでいる。
Mr.フィックス
声 - / 英 - ドニールーカス
「知られた素顔」から登場。武器ディーラー。ウィップラッシュでアイアンマンを倒そうとするが、失敗。「アーマー規約1」ではハマーの支援を得てウィップラッシュを改造し、再戦するもまたもや失敗した。その後死亡したが、その精神はハマーによってコンピュータに移された。「恐怖のZガス」ではハマーを裏切るが、アイアンマンによってコンピュータを破壊された。
ウィップラッシュ / マルク・スカーロッティ
声 - /英 - ピーター・カラミス
「知られた素顔」から登場。Mr.フィックスの部下。アイアンマンと戦うが、敗れる。「アーマー規約1」ではMr.フィックスに改造されアイアンマンと再戦するもまたもや敗れた。
クリムゾンダイナモ / イヴァン・ヴァンコ
声 - /英 - マーク・オリバー
「宇宙飛行士の悲劇」、「クリムゾン・ダイナモ、再び」に登場。宇宙空間での太陽実験プロジェクト「ペガサス」に参加した宇宙飛行士。実験中に発生した太陽フレアの衝撃により、一人だけ置き去りにされたため上官ハルコフを恨んでいる。彼に復讐しようとするが、アイアンマンによって阻止された。
リビングレーザー/アーサー・パークス
声 - /英 -ルイス・チリロ
「強敵リビング・レーザー」、「孤独なヒーロー」、「愛するもののために」に登場。犯罪組織「マジア」の構成員。トニーの父ハワード開発の試作品を運び出した際、リビングレーザーとなってしまった。
ドクター・ドゥーム / ビクター・フォン・ドゥーム
声 - / 英 -
ラトベリアの王。「無慈悲な仮面の魔法使い」から登場。「奪われた9番目の指輪」では9番目のマクルーアンの指輪の手に入れるが、アイアンマンとマンダリンの連携で敗れ、異次元へと消えた。
タイタニウムマン / ジャスティン・ハマー
声 - / 英 - マイケル・アダムスウェイト
ハマー・マルチナショナル社の若社長。盗まれたアイアンマンの設計図を買い、それを基にタイタニウムマン を作った。「恐怖のZガス」ではMr.フィックスの裏切りに合い、ゾンビガスを吸わされ、ゾンビになる哀れな最期をむかえた。
マーレーン
元S.H.I.E.L.D.のエージェント。「鼓動」に登場。S.H.I.E.L.D.を辞めさせられたことを恨み、超人血清を基にした開発中の人体強化剤エクストリミスを盗み、自身を強化した。その力でアイアンマンを倒すが、自身に対抗するためエクストリミスを使ってパワーアップした彼に敗れる。

### その他
ロベルタ・ローズ
声 - / 英 - キャサリン・ロッホ・ヘッグクイスト
ローディの母。弁護士。
ハッピー・ホーガン
声 - 樋口智透 / 英 - アリスター・アベル
トニーのクラスメイト。
ハワード・スターク
声 - 青木強 / 英 - フレッド・ヘンダーソン
トニーの父。スターク・インターナショナル社社長。飛行機事故で死亡したと思われていたが、マンダリンに誘拐されたことが判明した。
チャン
ジーンの義父。犯罪組織「トン」の首領。先代マンダリン。ジーンにより、地下牢に閉じ込められた。その後牢から脱出し、「5つの指輪」ではトニーやジーンたちを捕らえ、5つ目のマクルーアンの指輪を手に入れようとした。
サーシャ
声 - / 英 - ポーラ・リンドバーグ
ハマーの秘書。
アンドロス・スターク
声 - / 英 -
2099年の未来から来たトニーの孫。「2099年から来たアイアンマン」に登場。未来を滅亡させた人工知能ヴォルテックスを開発した祖父トニーを抹殺するため過去に来た。トニーを殺した後に自分が過去に来た所為で未来が滅亡したことを理解し、自分がトニーを殺す前の時間に戻り、トニーにそのことを語り、消失した。

## ゲストキャラクター
ニック・フューリー
声 - /英 - ディーン・レッドマン
「孤独なヒーロー」、「ブラック・ウィドウの選択」、「鼓動」に登場。
マリア・ヒル
声 - / 英 - タバサ・サンジェルマン
「孤独なヒーロー」に登場。
ブラックパンサー / ティチャラ
声 - / 英 - ジェフリー・ボウヤー=チャップマン
「ワカンダの狩人」に登場。
ハルク / ブルース・バナー
声 - / 英 - マーク・ギボン
「ハルク対アイアンマン」、「ハルクの悲劇」に登場。
ブラック・ウィドウ / ナターシャ・ロマノフ
声 - /英 - アシェリー・ボール
「泥棒たちの夢」、「ブラック・ウィドウの選択」、「2099年から来たアイアンマン」に登場。
ホークアイ/クリント・バートン
声 - / 英 -
「泥棒たちの夢」、「2099年から来たアイアンマン」に登場。
ユニコーン
声 - / 英 - マイケル・デンジャーフィールド
「偽りの友人」、「アイアンハッピー！」に登場。
キラー・シュライク
声 - / 英 -タイ・オルソン
「偽りの友人」、「アイアンハッピー！」に登場。
ゴースト
声 - / 英 - マイケル・ドブソン
「トニー暗殺計画」、「狙われたアーマー」に登場。
カウント・ネフィリア
声 - / 英 - ラッセル・ロバーツ
「闇社会の抗争」に登場。
M.O.D.O.K.
声 - / 英 - リー・トッカー
「愛するもののために」に登場。
コントローラ / Dr.バジル・サンドハースト
声 - / 英 -マイケル・コプサ
「忍び寄る誘惑」に登場。
アビゲイル・ブランド
声 - / 英 -リサ・アン・ベレー
オブライエン
声 - / 英 - ブライアン・ドラモンド
リック・ジョーンズ
声 - / 英 - アンドリュー・フランシス
ブラック・ナイト
声 - / 英 -アリスター・アベル
「闇社会の抗争」に登場。
プロフェッサーX
声 - / 英 -ロン・ハルダー
「ミュータントの転校生」に登場。
ジーン・グレイ
声 - / 英 -ヴィーナス・ターゾ
「ミュータントの転校生」に登場。
マグニートー
声 - / 英 -ロン・ハルダー
「ミュータントの転校生」に登場。
サンダーボルト・ロス
声 - / 英 - エリック・バウザ
「心を失ったアーマー」に登場。
マッド・シンカー/ローナ
声 - / 英 -ブレンナ・オブライエン
「命がけの試験」に登場。

## 放映リスト

### シーズン1
| 話数 | タイトル 原題                                       | 放送日         | 放送日         |
| ---- | --------------------------------------------------- | -------------- | -------------- |
| 1    | アイアンマン誕生 Part1 Iron, Forged in Fire, Part 1 | 2009年 4月24日 | 2009年 11月8日 |
| 2    | アイアンマン誕生 Part2 Iron, Forged in Fire, Part 2 | 2009年 4月24日 | 11月15日       |
| 3    | 偽りの友人 Secrets and Lies                         | 5月1日         | 11月22日       |
| 4    | ブリザードの襲来 Cold War                           | 5月8日         | 11月29日       |
| 5    | 知られた素顔 Whiplash                               | 5月15日        | 12月6日        |
| 6    | 宇宙飛行士の悲劇 Iron Man vs. the Crimson Dynamo    | 5月22日        | 12月13日       |
| 7    | 強敵リビング・レーザー Meltdown                     | 5月29日        | 12月20日       |
| 8    | 決死の課外授業 Field Trip                           | 6月5日         | 12月27日       |
| 9    | 指輪の秘密 Ancient History 101                      | 7月24日        | 2010年 1月3日  |
| 10   | 忍び寄る誘惑 Ready, A.I.M., Fire                    | 8月7日         | 1月10日        |
| 11   | 仮面の下の真実 Masquerade                           | 7月31日        | 1月17日        |
| 12   | クリムゾン・ダイナモ、再び Seeing Red               | 8月14日        | 1月24日        |
| 13   | 真の勇気 Hide and Seek                              | 8月21日        | 1月31日        |
| 14   | アーマー規約1 Man and Iron Man                      | 8月28日        | 2月14日        |
| 15   | ワカンダの狩人 Panther's Prey                       | 9月4日         | 2月21日        |
| 16   | 孤独なヒーロー Fun with Lasers                      | 9月11日        | 2月28日        |
| 17   | トニー暗殺計画 Chasing Ghosts                       | 9月18日        | 3月7日         |
| 18   | 闇社会の抗争 Pepper, Interrupted                    | 9月25日        | 3月14日        |
| 19   | 破滅ウィルス Technovore                             | 10月9日        | 3月21日        |
| 20   | 試練の炎 World on Fire                              | 10月16日       | 3月28日        |
| 21   | 愛するもののために Designed Only for Chaos          | 10月23日       | 4月4日         |
| 22   | アイアンハッピー Don't Worry, Be Happy              | 10月30日       | 4月11日        |
| 23   | ハルク対アイアンマン Uncontrollable                 |                | 4月18日        |
| 24   | 凍った心 Best Served Cold                           |                | 4月25日        |
| 25   | 5つの指輪 Part1 Tales of Suspense Part 1            |                | 5月2日         |
| 26   | 5つの指輪 Part2 Tales of Suspense Part 2            |                | 5月9日         |

### シーズン2
| 話数 | タイトル 原題                                                     | 放送日         | 放送日        |
| ---- | ----------------------------------------------------------------- | -------------- | ------------- |
| 27   | 死線からの復活 Part1 The Invincible Iron Man Part 1: Disassembled | 2011年 7月13日 | 2012年 7月1日 |
| 28   | 死線からの復活 Part2 The Invincible Iron Man Part 2: Reborn!      | 7月20日        | 7月8日        |
| 29   | 裏切りと光明 Look into the Light                                  | 7月27日        | 7月15日       |
| 30   | 狙われたアーマー Ghost in the Machine                             |                | 7月22日       |
| 31   | 盗まれた正義の力 Armor Wars                                       |                | 7月29日       |
| 32   | 新たな友と去りゆく友 Line of Fire                                 |                | 8月11日       |
| 33   | 対決！タイタニウムマン Titanium vs. Iron                          |                | 8月18日       |
| 34   | 無慈悲な仮面の魔法使い The Might of Doom                          |                | 8月26日       |
| 35   | 泥棒たちの夢 The Hawk and the Spider                              |                | 9月2日        |
| 36   | モンガー計画始動 Enter: Iron Monger                               |                | 9月9日        |
| 37   | ブラック・ウィドウの選択 Fugitive of S.H.I.E.L.D.                 |                | 9月16日       |
| 38   | 命がけの試験 All the Best People Are Mad                          |                | 9月23日       |
| 39   | 心を失ったアーマー Heavy Mettle                                   |                | 9月30日       |
| 40   | 悪夢の指輪 Mandarin's Quest                                       |                | 2013年 1月6日 |
| 41   | 乗っ取られたスターク・インターナショナル Hostile Takeover         |                | 1月13日       |
| 42   | 鼓動 Extremis                                                     |                | 1月20日       |
| 43   | ミュータントの転校生 The X-Factor                                 |                | 1月27日       |
| 44   | 2099年から来たアイアンマン Iron Man 2099                          |                | 2月3日        |
| 45   | 誰もいなくなった・・・ Control-Alt-Delete                         |                | 2月10日       |
| 46   | 奪われた9番目の指輪 Doomsday                                      |                | 2月17日       |
| 47   | 恐怖のZガス The Hammer Falls                                      |                | 2月24日       |
| 48   | ハルクの悲劇 Rage of the Hulk                                     |                | 3月3日        |
| 49   | 復活した憎しみ Iron Monger Lives                                  | 7月4日         | 3月10日       |
| 50   | マクルーアンの謎 The Dragonseed                                   | 7月11日        | 3月17日       |
| 51   | 侵略 Part1 The Makluan Invasion Part 1                            | 7月18日        | 9月7日        |
| 52   | 侵略 Part2 The Makluan Invasion Part 2                            | 7月25日        | 9月7日        |